# Nicole Hoevertsz

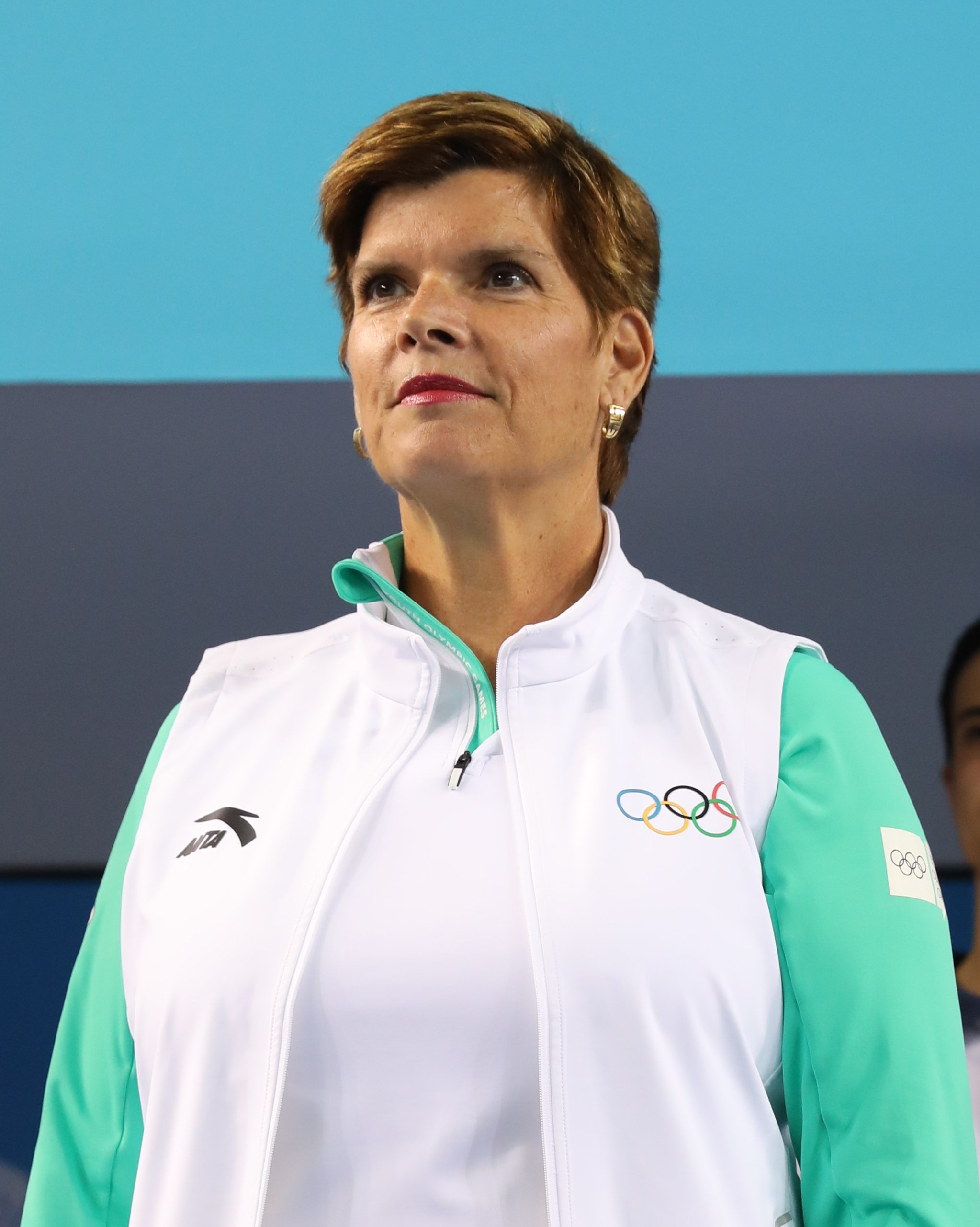
Nicole Hoevertsz (2018)

Nicole Hoevertsz (Oranjestad, 30 mei 1964) is een Arubaans sportbestuurder en voormalig synchroonzwemster. In 2017 werd zij verkozen in het hoofdbestuur van het Internationaal Olympisch Comité (IOC). Op 21 juli  2021 werd zij tijdens een IOC-vergadering in Tokio verkozen tot vice-voorzitter. 

## Sportloopbaan
Hoevertsz, die een Arubaanse vader en Nederlandse moeder heeft, won in het synchroonzwemmen tussen 1973 en 1984 verschillende Arubaanse- en Antilliaanse (jeugd)kampioenschappen en nam deel aan internationale toernooien. Namens de Nederlandse Antillen nam ze deel aan de Olympische Zomerspelen 1984 waar ze met Esther Croes achttiende werd in het 'duet'. Op de Olympische Zomerspelen 1988 was ze voor het Arubaans Olympisch Comité actief als coach.

## Maatschappelijke carrière
Ze doorliep het Colegio Arubano en studeerde rechten aan de Universiteit van de Nederlandse Antillen in Willemstad, Curaçao en deed vervolgens haar doctoraal aan de Rijksuniversiteit Leiden waar ze zich specialiseerde in internationaal recht. Hoevertsz ging vanaf 1991 als juridisch adviseur voor de Arubaanse overheid werken en was werkzaam voor de Arubaanse ministerraad, de premier van Aruba en de afdeling buitenlandse zaken. In de periode 2009-2017 was Hoevertsz de permanente secretaris van de Arubaanse ministerraad.

## Loopbaan als sportbestuurder
Vanaf 1991 was Hoevertsz secretaris van de Arubaanse zwembond. In 1998 werd ze secretaris-generaal van het Arubaans Olympisch Comité. In 1998 werd ze lid van het hoofdbestuur van de Pan-Amerikaanse Sportorganisatie (PASO). In 2006 werd ze lid van het Internationaal Olympisch Comité (IOC) en in 2017 werd Hoevertsz verkozen in het hoofdbestuur van het IOC.